# Gwydion (Buchreihe)
Gwydion ist eine Jugendbuchreihe mit vier Bänden von Peter Schwindt. Die ersten beiden Bände erschienen 2006, die nächsten 2007, alle bei Ravensburger. 2008 kamen sie erneut als Ravensburger Taschenbuch heraus.

## Inhalt
Gwydion, ein Schweinehüter, lebt in der Zeit König Artus’ in Britannien. Die Bücher handeln vom Heiligen Gral, Camelot und den Rittern der Tafelrunde, insbesondere Lancelot und auch Merlin. Gwydion erkennt, dass er der Fischerkönig und letzter Nachfahre der Gralshüter ist. Dadurch hat er nicht nur die Aufgabe, über sein Königreich zu herrschen, sondern muss auch das Erbe zweier alter Blutlinien antreten. Doch der Gral ist schon seit Jahrzehnten verschwunden und darf nicht in die falschen Hände geraten. Nun liegt es an Gwydion, ihn wiederzufinden, um Britannien zu retten.

### Bände
- Gwydion: Der Weg nach Camelot, 2006, ISBN 3-473-34479-6.
- Gwydion: Die Macht des Grals 2006, ISBN 3-473-34486-9.
- Gwydion: König Arturs Verrat, 2007, ISBN 978-3-473-34497-0.
- Gwydion: Merlins Vermächtnis, 2007, ISBN 978-3-473-34714-8.

## Handlung

### Gwydion – Der Weg nach Camelot
Der Bauernjunge Gwydion, genannt Gwyn, reist nach einem Angriff der Sachsen auf seine Heimat zur Burg Camelot, um bei König Artur um Aufnahme als Knappe an dessen Hof zu bitten. Bei sich trägt er das Einhornmedaillon seiner unbekannten Mutter. Sein bisheriger Begleiter Humbert von Llanwick wird von den Rittern Mordreds gefangen genommen.
Gwyn wird in Camelot zuerst nicht eingelassen, rettet im Wald am Fuße des Hügels aber die Prinzessin Aileen, Tochter Mordreds und damit Enkelin Arturs, und ihre Zofe Katlyn. Diese verschaffen ihm Eintritt nach Camelot, wo er den König über den Angriff der Sachsen und die Entführung Sir Humberts durch Mordreds Männer unterrichtet.
Während der Überfall der Sachsen dem König bereits bekannt ist, beunruhigt ihn das Wiederauftreten des tot geglaubten "Grünen Drachen", wie Mordred und seine Männer auch genannt werden.
Gwyn wird Knappe von Sir Urfin und freundet sich mit Rowan, dem Knappen (und Sohn) Sir Kays, und Merlin, dem Berater des Königs, an.
Der alte Magier erzeugt bei ihrem ersten Treffen eine Vision in Gwyn, der sich selbst auf einer Brücke im Nebel sah. Von ein und derselben Lanze durchbohrt lagen sich dort Artur und ein ihm ähnlicher Mann (Mordred) in den Armen. Daraufhin mahnte Merlin, niemandem auf Camelot sein Medaillon zu zeigen, da eine alte Legende besagt: „Das Einhorn wird den Drachen töten“. Und Artur führt wie sein Sohn einen Drachen (rot) im Wappen. Allerdings ist man sich nicht sicher, welcher Drache (Mordred oder Artur) gemeint ist.
Gwyn belauscht ein geheimes Gespräch über den Aufenthaltsorts des heiligen Grals, woraufhin Merlin gleich aufbricht, um ihn zu schützen.
Rowan und Gwyn werden nach einem Streit mit anderen Knappen in den Kerker gesperrt. In der Nacht werden die beiden von ihren Herren geweckt, um sich mit ihnen auf die Suche nach Merlin zu machen, dessen Pferd herrenlos nach Camelot zurückgekommen ist. Bei einer Furt fällt Gwyn in einen reißenden Fluss und begegnet der geheimnisvollen Dame vom See, die ihn vor dem Ertrinken rettet. Von ihr erfährt er, dass Merlin nach Westen geritten ist und Camelots größter Feind, Mordred, Arturs Sohn, wiederauferstanden ist.
Sie werden bei Tintagel von Mordred gefangen genommen und mit Merlin und Sir Humbert in eine Zelle gesperrt, aus der sie jedoch flüchten können. Ritter Humbert, Gwyns Förderer und Freund, stirbt in einer Druidenstätte (ein untertunneltes Hügelgrab), um den anderen die Flucht zu ermöglichen, da es einstürzt. Ohne den Verrat Sir Urfins, der das Buch des Josef von Arimathäa, das laut Merlin notwendig ist um den Gral zu erkennen, stehlen will, wäre dieses Opfer nicht nötig gewesen.
Zurück auf Camelot schafft es Gwyn durch seine beim Schweinehüten erfahrenen Techniken und durch die strategischen Empfehlungen von Sir Urfin, der derweil im Kerker sitzt, die Belagerungsarmee Mordreds und der Sachsen – die ein Bündnis geschlossen hatten – zu besiegen. Während Mordred selbst flieht und Sir Urfin freigelassen wird, da er bei der Befreiung Camelots half, kehrt Gwyn nach Hause zurück.

### Gwydion – Die Macht des Grals
Auf seiner Reise nach Hause fühlt sich Gwyn verfolgt. Zuhause angekommen begegnet er beim Schweinehüten einem kranken Mann, den er nach Hause bringt, dort pflegt und dann nach Camelot transportiert, da Merlins Hilfe erforderlich ist. Dort stellt sich heraus, dass der Mann Lancelot, der erste Ritter des Königs ist. Merlin findet heraus, dass Lancelot vergiftet wurde. Da ihm die Zutaten für ein Gegenmittel fehlen, schickt er Gwydion mit seinem Freund Rowan zu einer Heilerin, die die Zutaten hat. Beide werden von Mordred verfolgt, und nachdem sie die Burg Dinas Emrys im Wüsten Land von einem Fluch befreien, der seit vielen Jahren dafür sorgt, dass alles verdorrt ist und die Bewohner fast kein Wasser mehr haben, sehen die Einwohner Gwyn als ihren neuen Herrscher. In der Burg fanden sie auch diverse Habseligkeiten Lancelots. Im späteren Verlauf erfährt Gwyn, dass er der Erbe des Herrn von Dinas Emrys, Goon Desert, ist, der damit der Herr der Gralsburg war, und dass seine Mutter Valeria die Gralshüterin war. Gwyn vereint die beiden Linien wieder und ist daher der letzte Fischerkönig, der Gralswächter, und damit eigentlich auch der mächtigste König Brittaniens – sofern er den Gral besitzen würde.
Darüber hinaus treffen Rowan und Gwydion die Überreste einer alten römischen Legion unter dem blinden General Decimus, der sich später als wichtiger Verbündeter zeigen wird.
Zurück auf Camelot soll der genesene Lancelot wieder in die Tafelrunde aufgenommen werden, wogegen sich Sir Kay jedoch wehrt, sodass Lancelot ihn in einem Turnier besiegen muss, was ihm auch mit Gwyns Amulett am Hals gelingt. Nach dem Kampf wird auf Sir Kay ein Attentat verübt, bei dem er fast umkommt. Rowan ist nach dem Ereignis unauffindbar, wodurch der Verdacht natürlich auf ihn fällt. Nicht zuletzt, weil Rowan und Sir Kay (der sein Vater ist) starke Meinungsverschiedenheiten hatten.

### Gwydion – König Arthurs Verrat
König Artur kümmert sich nicht mehr um Camelot und seine Regierung. Die Ritter der Tafelrunde haben sich zu betrunkenen Raufbolden entwickelt. Artur ist der Suche nach dem Gral müde und depressiv. Gwyn, der ehemalige Schweinehirt, sucht mit Lancelot Sir Kays Attentäter. Dabei wird er mit seiner Vergangenheit als letzter Fischerkönig konfrontiert.

### Gwydion – Merlins Vermächtnis
Gwyn weiß nun, dass er als Fischerkönig einer der Hüter des Grals ist. In der verborgenen Festung Dinas Emrys hat er seine Verbündeten, die ihm helfen sollen, das drohende Unheil aufzuhalten. Sie reisen umher, um Gwyns verschwundenes Amulett zu suchen, ohne das sie den Gral nicht finden können. Katlyn und Gwyn werden ein Paar, bevor Gwyn zur Schlacht zieht. Mordred greift Camelot an, und Gwydion muss sich entscheiden, Artur, der die Sache verraten hatte, zu helfen. Mit der Lanze des Longinus und seinen Getreuen kämpft er gegen die Feinde des Reiches. Er ist reifer geworden und hat nun als Erwachsener Stellung zu beziehen. Doch der Kampf endet mit einer großen Enttäuschung.

## Rezensionen
- Im Fantasyguide schreibt Carsten Kuhr unter anderem: … was hat es mit dem geheimnisvollen Amulett, das sie [die Mutter] ihm vererbt hat, auf sich, und warum kennt Merlin seinen Namen? Mysterien, die beim Leser Interesse wecken, der Spannungsbogen selbst ist sauber angelegt, die Lektüre ohne Brüche …[1]

- Christel Scheja schreibt über die Reihe: Insgesamt ist „Die Macht des Grals“ zwar kein Roman, der sonderlich in die Tiefe geht und Wissen über Kultur und Geschichte vermittelt, es gelingt ihm aber, junge wie auch ältere Leser angenehm zu unterhalten. Peter Schwindt gelingt es, die Gralssuche anders zu schildern als man es gewohnt ist und doch ein wenig Magie mitschwingen zu lassen. Gerade durch den etwas kritischen Blick auf Artus und seine Ritter zeichnet er ein Bild des Sagenkreises, das man so bisher nur selten kennengelernt hat.[2]